# Casabianca (Schiffsname)
Casabianca ist der Name einer Reihe von Kriegsschiffen und U-Booten der französischen Marine. Der Name geht auf den französischen Marineoffizier Luc-Julien-Joseph Casabianca zurück.
- Casabianca von 1895: war ein französischer Torpedokreuzer der D’Iberville-Klasse. Der Kreuzer wurde 1913 zum  Minenleger umgebaut und in dieser Funktion im Ersten Weltkrieg eingesetzt. Das Schiff lief in der Nacht vom 3. auf den 4. Juni 1915 vor Smyrna auf eine eigene Seemine und sank.
- Casabianca (U-Boot, 1937): Die Casabianca (Q 183) war ein U-Boot der Agosta-Klasse im Zweiten Weltkrieg. Das Boot wurde 1952 stillgelegt.
- Casabianca (U-Boot, 1987): ein Atom-U-Boot (SSN) der Rubis-Klasse von 1987.